# Pittsford (Vermont)
Pittsford – miasto w Stanach Zjednoczonych, w stanie Vermont, w hrabstwie Rutland.